# Wielka i Mała Cima
Wielka i Mała Cima – dwie stojące obok siebie skały (Mała Cima i Wielka Cima) w miejscowości Podzamcze w województwie śląskim, w powiecie zawierciańskim, w gminie Ogrodzieniec. Znajdują się na szczycie Góry Janowskiego na Wyżynie Częstochowskiej, w lesie po północno-wschodniej stronie hotelu, w skalnym murze między skałami Bigos i Wrota a skałą Wielbłąd.
Są to dwie najbardziej imponujące skały w otoczeniu hotelu. Zbudowane są z twardych wapieni skalistych i opadają połogimi i pionowymi ścianami o wysokości 20–26 m. Wspinacze skalni zaliczają je do grupy Cim na Podzamczu i poprowadzili na nich 47 dróg wspinaczkowych o trudności od IV do VI.8 w skali Kurtyki. Niektóre z tych dróg należą więc do ekstremalnie trudnych. Ściany wspinaczkowe mają wystawę północno-zachodnią, północno-wschodnią i południowo-wschodnią.

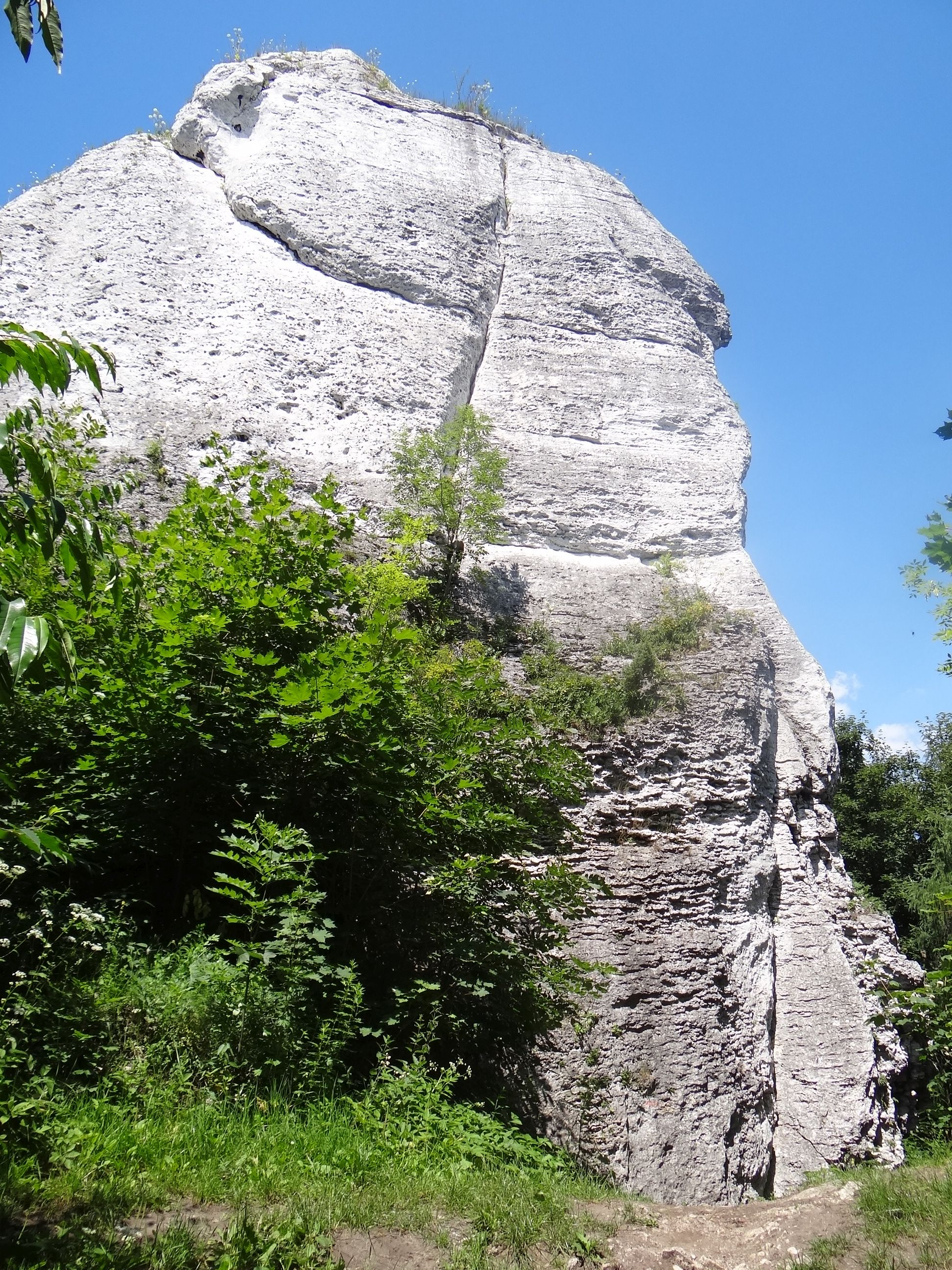
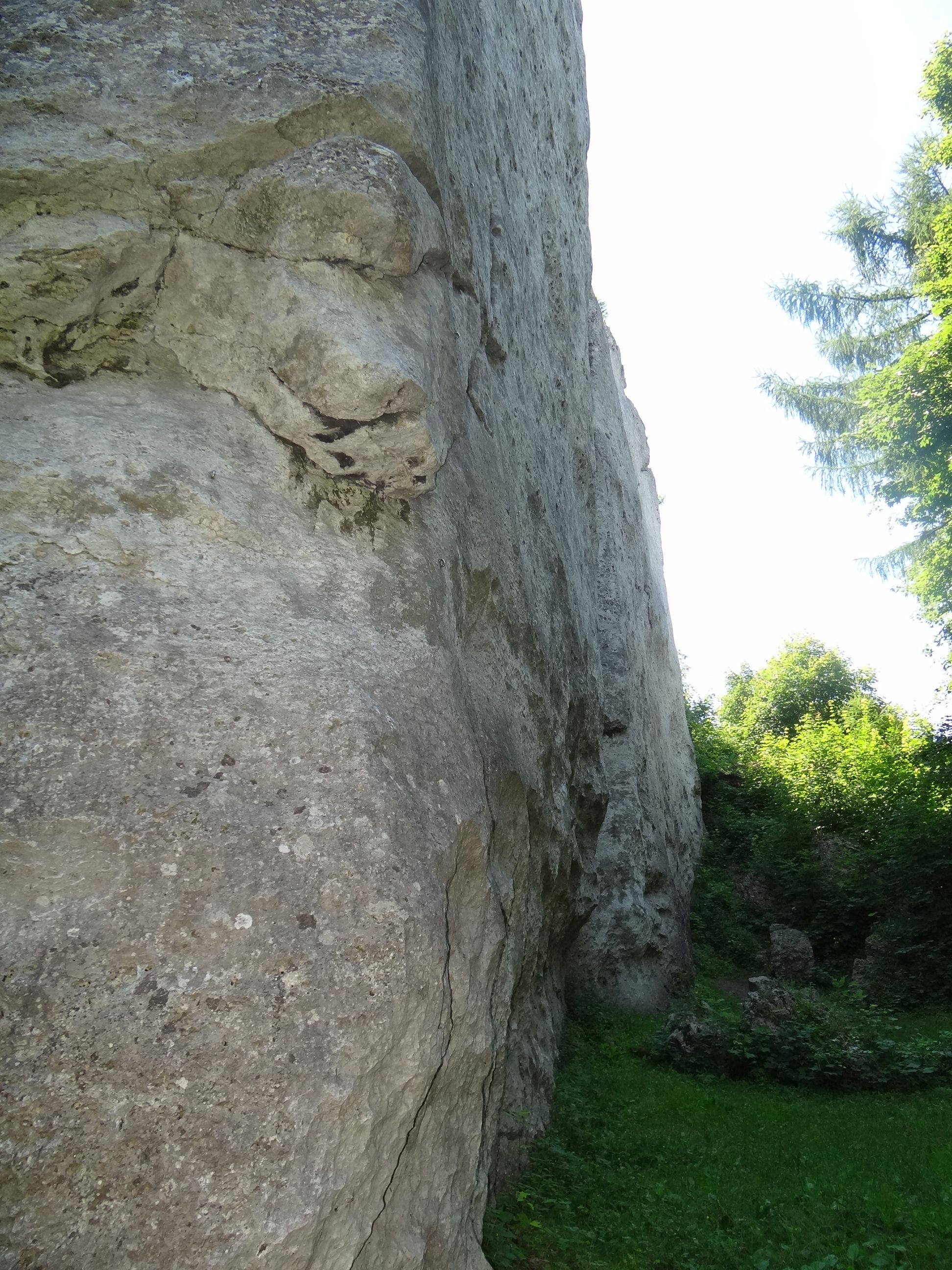
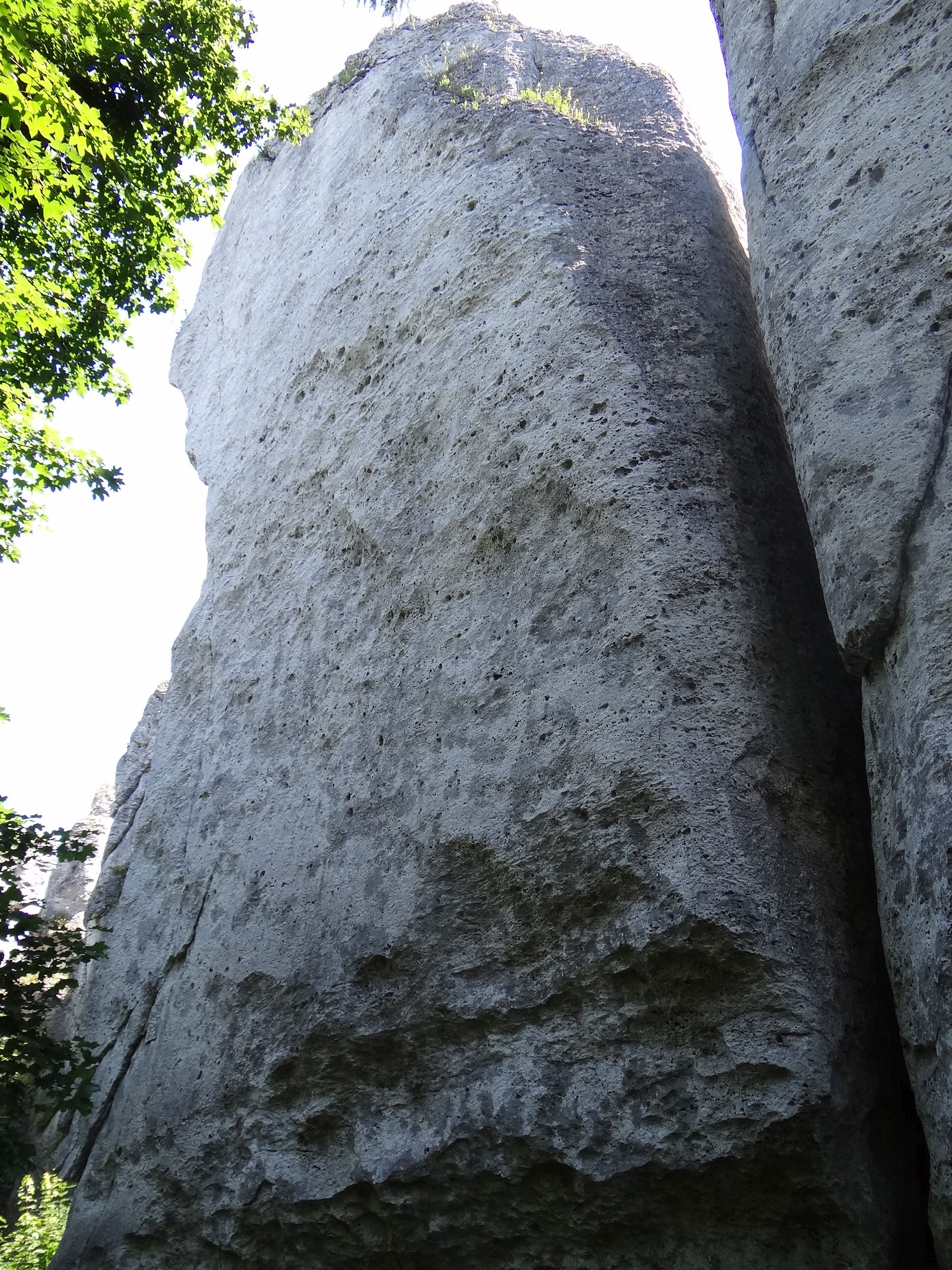
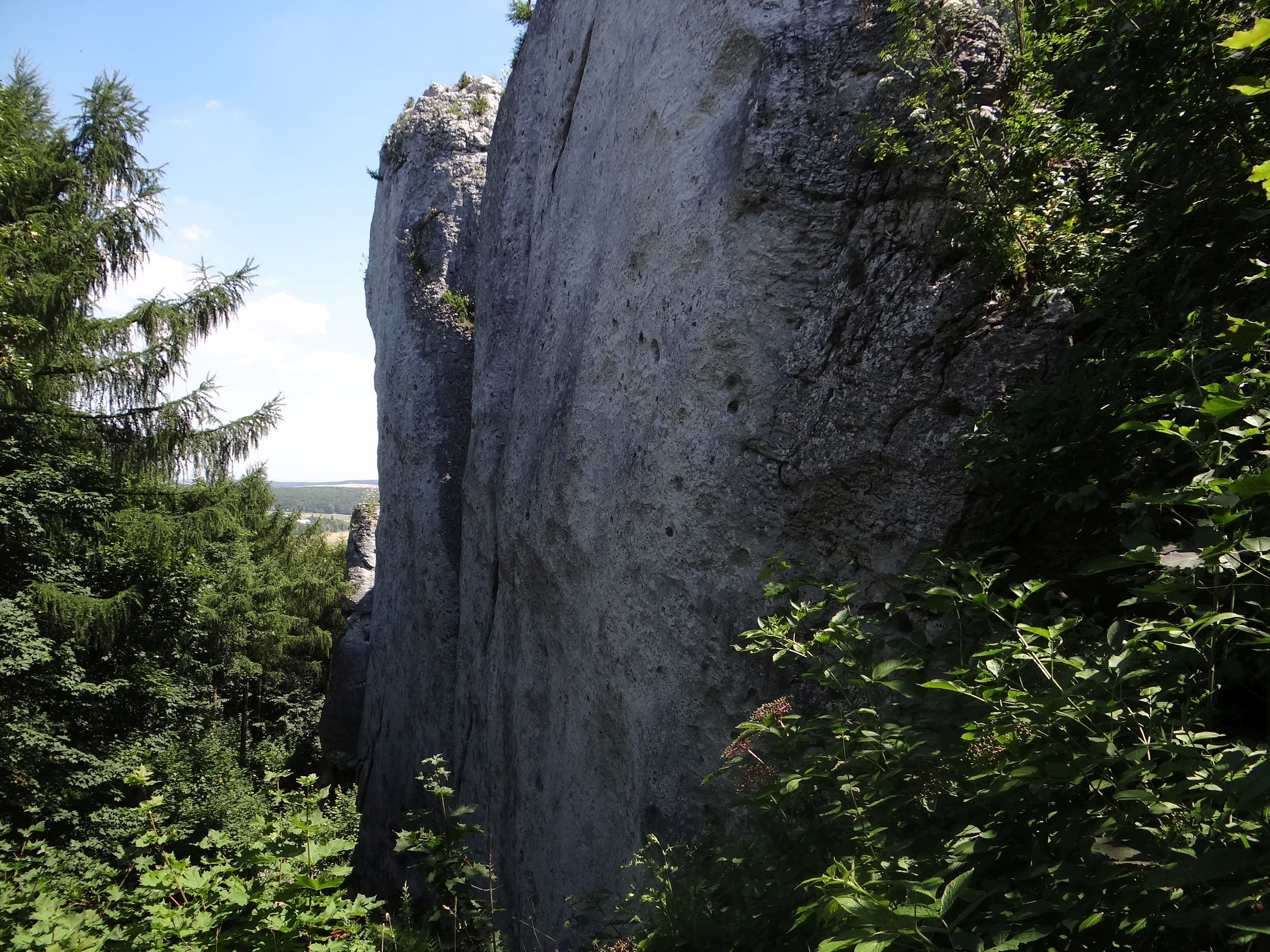

Około 30 m poniżej skał Wielkiej i Małej Cimy, przy ścieżce Szlaku Orlich Gniazd znajduje się Schronisko obok Ruin Zamku w Ogrodzieńcu Trzecie. 